# Silhouette Mirage
Silhouette Mirage (シルエットミラージュ, Silhouette Mirage: Reprogrammed Hope) est un jeu vidéo d'action développé par Treasure. Initialement édité le 11 septembre 1997 par Entertainment Software Publishing sur Saturn au Japon, le jeu a ensuite été porté sur PlayStation le 22 juin 1998. Le 30 décembre 1999, il a été édité par Working Designs pour une version sortie aux États-Unis.

## Histoire
Au début du XXIe siècle, sur la Terre, dans le contexte d'un futur post-apocalyptique, les expériences génétiques des scientifiques d'Edo ont abouti. De ces expériences mené sur un enfant portant le nom d'Armageddon (aussi connu sous le nom de Clod), deux notions particulières sont ressortis : la Silhouette et le Mirage. À la fois complémentaires et opposés, ces deux attributs divisent le jeune Armageddon en deux personnes distinctes : Megido et Har, respectivement à la tête de la Silhouette et du Mirage.
Un problème survint sur l'ordinateur d'Edo, ce qui provoqua une explosion biologique qui contamina la structure génétique de toutes les entités sur Terre. Bien que de nombreux êtres périrent, les quelques survivants ne présentèrent alors qu'un seul des deux attributs, tandis qu'une autre race apparut qui, quant à elle, présentait encore les deux attributs. On les appelait les Proteans. En réponse à ce cataclysme, l'ordinateur Gehena créa la Messagère de la Justice, Sinna Neutlarva Sinner, afin de neutraliser toutes les entités dotés d'un attribut unique et réparer Edo.

## Système de jeu
Le joueur incarne Sinna, la Messagère de la Justice, dans un gameplay à défilement multidirectionnel. Comme Sinna est à la fois Silhouette et Mirage, elle est alors capable d'utiliser, selon le sens dans lequel elle se déplace à l'écran, le pouvoir de l'attribut correspondant. Si elle rencontre un ennemi Mirage, elle doit utiliser ses pouvoirs de Silhouette et réciproquement. À l'inverse, une attaque du même type que l'ennemi est, dans ce cas, absorbée.

## Différences entre les versions
La version japonaise contient de très nombreuses allusions à la Bible, en particulier en ce qui concerne les noms des personnages et des lieux. La plupart d'entre eux ont été modifiés afin que le jeu puisse être porté sur le marché américain.
Dans la version américaine, le gameplay a été modifié de sorte qu'attaquer puise dans une jauge d'énergie (Silhouette ou Mirage le cas échéant), qu'il faut veiller à remplir en absorbant des attaques adverses du même type. Les dégâts causés par les ennemis sont plus importants et les prix des armes globalement plus élevés.
Les versions PlayStation contiennent deux affrontements de boss inédits. La version américaine propose également la correction d'un bug rare au niveau deux, une prise en charge des sticks analogiques et des vibrations, des illustrations pendant les écrans de chargement, le support des deux cartes mémoires au lieu d'une, des scènes cinématiques réencodées pour une meilleure qualité, ainsi qu'une demo de Lunar 2: Eternal Blue Complete. En guise de contenu supplémentaire, l'un des adversaires de Sinna est jouable pendant le générique de fin et dans le Super Core Fighter II, un mode caché permettant à deux joueurs de s'affronter en temps limité,.

## Postérité
En décembre 2014, le jeu figure dans un article de GamesTM intitulé « 10 joyaux PlayStation sous-estimés ».
En 2018, la rédaction du site Den of Geek mentionne le jeu en 21e position d'un top 60 des jeux PlayStation sous-estimés : « Silhouette Mirage est une variante très intéressante et originale du jeu en side-scrolling. »